# Devata

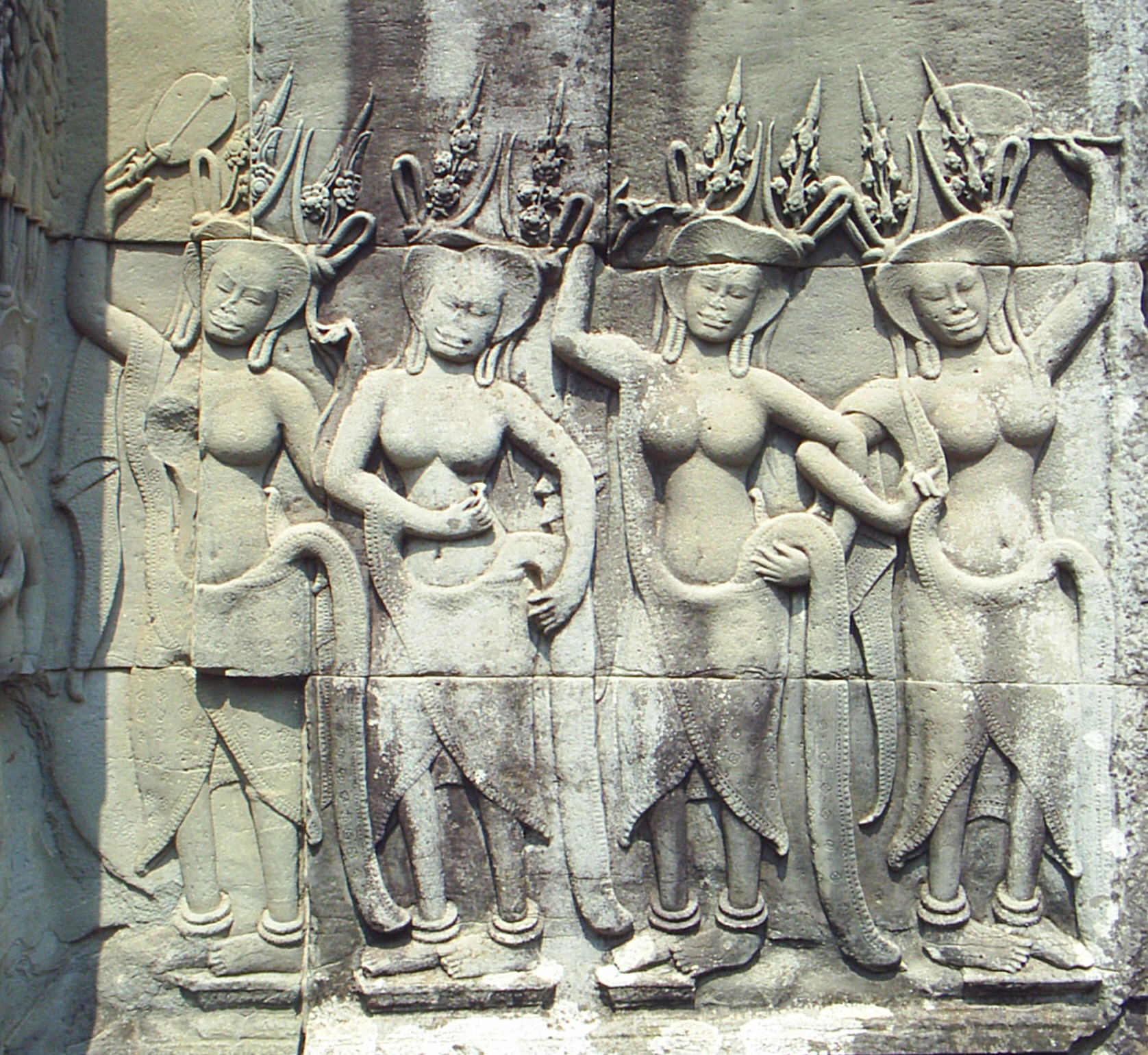
Devatas vid Angkor Wat.

Devatas är hinduismens motsvarighet till andar och änglar.
Yamadevata kallas alla guden Yamas tjänare. Enligt den indiska föreställningen kommer till varje döende människa (utom till brahminerna) tvenne yamadevtas, i fasansfull skepnad, och ett sändebud ifrån Vishnu. Om den döende varit from till sin vandel, ledsagas han av Vishnus ängel till paradiset; i motsatt fall förs han av yamadevtas till avgrunden.